# منامه (دهستان)
منامه (به عربی الَمَنامَة) دهستانی است در عزلهٔ (بنی العوام)، در قضاء المحویت، در ناحیهٔ (جعلان السفلی)، از توابع استان مَحویت در کشور یمن در شبه جزیره عربستان.

## جمعیت
جمعیت این دهستان در حدود (۲۱ خانوار) و (۵۷۹۲) نفر می‌باشد. 
مؤرخ و تاریخ‌نویس، الألوسی می‌نویسد که از این دهستان بسیاری از علماء و تاریخ‌نویسان، برخاسته‌اند، و این دهستان، در سدهٔ نهم هجری قمری یکی از مراکز و مناره‌های علم و دانش بوده است. 

## منبع
- المقحفی، ابراهیم، احمد، (مُعجَم المُدُن وَالقَبائِل الیَمَنِیَة) ، منشورات دار الحکمة، صنعاء، چاپ پنجم، وانتشار سال ۱۹۸۵ میلادی به (عربی).
- صنعانی، محمد بن یحیی بن عبدالله بن احمد، الیمانی.، (اَلأنَباءَ عَن دُولةَ بَلقِیسَ وَ سَبأَ) ، منشورات دار الیمنیة للنشر والتوزیع، صنعاء، چاپ وانتشار سال ۱۹۸۴ میلادی به (عربی).